# Línea 13 (Salamanca de Transportes)
La línea 13 de la red de Autobuses urbanos de Salamanca une el barrio de Huerta Otea con San José.

## Características
La línea 13 enlaza el nuevo barrio de Huerta Otea con el barrio San José en aproximadamente 30 minutos, pasando por el centro de la ciudad así como las proximidades de la estación de autobuses.
Esta línea comenzó a prestar servicio en el año 2003 con el recorrido Huerta Otea - Calatrava con un recorrido como el actual entre Huerta Otea y el paseo de Canalejas, donde antiguamente tenía la cabecera (junto al Auditorio Calatrava). En el año 2006 se decidió dar el paso de atravesar el río Tormes para mover su cabecera sur hasta el barrio San José, frente al IES Torres Villarroel, manteniéndose desde entonces el recorrido.
La línea 13 dispone además de un servicio de refuerzo en horas punta, que realiza el recorrido desde las paradas de la avenida de Mirat hasta Huerta Otea, codificado internamente como línea 26, característica que comparte con la línea 10.
Al igual que el resto de las líneas urbanas de la ciudad de Salamanca, está operada por Salamanca de Transportes, perteneciente a Grupo Ruiz.

### Frecuencias
| Lunes a viernes laborables |                |
| de 7:20 a 22:40            | cada 20-30 min |
| Sábados laborables         |                |
| de 8:20 a 22:40            | cada 20-30 min |
| Domingos y festivos        |                |
| de 9:45 a 22:45            | cada 30 min    |

| Lunes a viernes laborables |                |
| de 7:10 a 22:50            | cada 20-30 min |
| Sábados laborables         |                |
| de 8:10 a 22:50            | cada 20-30 min |
| Domingos y festivos        |                |
| de 9:45 a 22:45            | cada 30 min    |

NOTA: Todas las últimas expediciones finalizan en la plaza de España.

## Recorrido y paradas

### Sentido San José
NOTA: La última expedición finaliza en la parada señalada en amarillo.
| Código | Parada                                    | Común con   | Otros                                 |
| ------ | ----------------------------------------- | ----------- | ------------------------------------- |
| 251    | Calle Antonio Ponz, s/n                   | 14          |                                       |
| 252    | Calle Llorente Maldonado, 21              | 14          |                                       |
| 253    | Calle George Borrow, s/n                  | 14          |                                       |
| 315    | Calle Manuel Ramos Andrade, frente 101    | 14          |                                       |
| 254    | Avenida del Doctor Ramos del Manzano, s/n | 14          |                                       |
| 255    | Calle Peña de Francia, s/n                | 15          |                                       |
| 256    | Calle Peña de Francia, 1                  | 7 15        |                                       |
| 257    | Avenida de Villamayor, 73                 | 2           | Transporte Metropolitano de Salamanca |
| 258    | Avenida de Villamayor, 31                 | 2           | Transporte Metropolitano de Salamanca |
| 48     | Avenida de Villamayor, 1                  | 2           |                                       |
| 41     | Avenida de Mirat, 43                      | 2 6 9 10 11 | Transporte Metropolitano de Salamanca |
| 42     | Avenida de Mirat, 13                      | 2 6 9 10 11 |                                       |
| 103    | Paseo de Canalejas, 12                    | 4 8         |                                       |
| 154    | Paseo de Canalejas, 90                    | 12          |                                       |
| 155    | Paseo de Canalejas, 152                   | 12          |                                       |
| 244    | Paseo de Canalejas, 194                   | 12          |                                       |
| 289    | Paseo del Río Tormes, s/n                 |             |                                       |
| 77     | Calle Joaquín Rodrigo, 38                 | 3           |                                       |
| 332    | Calle Maestro Jiménez, 10                 | 12          |                                       |
| 79     | Calle Hilario Goyenechea, 29              | 3 6         |                                       |

### Sentido Huerta Otea
NOTA: La última expedición finaliza en la parada señalada en amarillo.
| Código | Parada                                    | Común con   | Otros                                 |
| ------ | ----------------------------------------- | ----------- | ------------------------------------- |
| 79     | Calle Hilario Goyenechea, 29              | 3 6         |                                       |
| 331    | Calle Maestro Jiménez, s/n                | 12          |                                       |
| 89     | Calle Joaquín Rodrigo, frente 36          | 3           |                                       |
| 290    | Paseo del Río Tormes, s/n                 |             |                                       |
| 157    | Paseo de Canalejas, 159                   | 12          |                                       |
| 156    | Paseo de Canalejas, 117                   | 12          |                                       |
| 245    | Paseo de Canalejas, 67                    | 12          |                                       |
| 224    | Paseo de Canalejas, 1                     | 4 8         |                                       |
| 33     | Avenida de Mirat, 22                      | 2 6 9 10 11 |                                       |
| 34     | Plaza de Gabriel y Galán                  | 6 10 11     | Transporte Metropolitano de Salamanca |
| 259    | Avenida de Villamayor, 28                 |             | Transporte Metropolitano de Salamanca |
| 260    | Avenida de Villamayor, 64                 |             | Transporte Metropolitano de Salamanca |
| 261    | Calle Peña de Francia, s/n                | 7 15        |                                       |
| 180    | Calle Peña de Francia, s/n                | 7 14 15     | Transporte Metropolitano de Salamanca |
| 262    | Avenida del Doctor Ramos del Manzano, s/n | 14          |                                       |
| 316    | Calle Manuel Ramos Andrade, 101           | 14          |                                       |
| 263    | Calle George Borrow, s/n                  | 14          |                                       |
| 264    | Calle Llorente Maldonado, frente 21       | 14          |                                       |
| 210    | Calle Antonio Llorente Maldonado, s/n     | 14          |                                       |
| 251    | Calle Antonio Ponz, s/n                   | 14          |                                       |